# 黑口鼠鳕
黑口鼠鳕（学名：Gadomus introniger）为輻鰭魚綱鱈形目鼠尾鳕科鼠鳕属的鱼类。分布于北婆罗洲东岸、吕宋岛东部的Lagonoy湾、苏拉威西岛的波尼湾及此岛附近的巴顿海峡以及吕宋岛南部西侧南中国海等，属于生活于西太平洋水深约548.7-1280.3米海区近底层的游动捕食鱼类。该物种的模式产地在巴敦海峡。